# Stupné
Stupné (em húngaro: Osztopna) é um município da Eslováquia, situado no distrito de Považská Bystrica, na região de Trenčín. Tem 7,52 km² de área e sua população em 2018 foi estimada em 684 habitantes.

## Demografia
| Ano:        | 1994 | 2004   | 2014   | 2024   |
| ----------- | ---- | ------ | ------ | ------ |
| Broj ljudi: | 696  | 689    | 718    | 687    |
| Razlika:    |      | -1,00% | +4,20% | -4,31% |

| Ano:               | 2023 | 2024   |
| ------------------ | ---- | ------ |
| Número de pessoas: | 688  | 687    |
| Diferença:         |      | -0,14% |